# Mechanoskopia
Mechanoskopia (gr. mechané ‘maszyna’ + skopeín ‘patrzeć’) – technika śledcza badająca ślad pozostawiony przez narzędzie użyte przez sprawcę przestępstwa. Każde narzędzie pozostawia na podłożu, z którym się zetknęło, swój niepowtarzalny ślad będący odwzorowaniem wszelkich nierówności, jakie na sobie posiada, powstałych w procesie produkcji lub czynności przystosowujących narzędzie do dokonania przestępstwa. W przypadku gdy podłoże jest twardsze, to ślady mogą powstawać na samym narzędziu.
Mechanoskopia ustala również przyczyny uszkodzeń części urządzeń, wyjaśnia przyczyny pożarów instalacji elektrycznej, jak również zajmuje się ujawnianiem dawnych, usuniętych znaków na elementach metalowych (np. na tabliczkach znamionowych pojazdów).
Do identyfikacji przedmiotu wykorzystuje się zaawansowane techniki mikroskopowe:
- metody superprojekcji (w odniesieniu do narzędzia i śladu przez niego pozostawionego),
- semimikrografię porównawczą,
- mikroskopię porównawczą.

Mechanoskopia wykorzystuje również różne zjawiska fizyczne i chemiczne (np. fluorescencyjna analiza rentgenowska), charakterystyczne dla wybranych materiałów z jakich zbudowany jest przedmiot. Na przykład bardzo częstą metodą identyfikacji szkła jest badanie jego współczynnika załamania (refrakcji). Taki współczynnik może być określony nawet dla małej próbki o średnicy nie większej niż średnica ludzkiego włosa.
Medycyna sądowa wyróżnia dwa rodzaje identyfikacji narzędzia: grupową i indywidualną. Każda z nich pozwala określić inne cechy narzędzia:
| Rodzaj identyfikacji: | Cecha:                                     | Opis:                                                 |
| grupowa (ogólna)      | kształt                                    | podłużne, kończyste, płaskie, obłe                    |
|                       | twardość                                   | elastyczne, twarde, miękkie                           |
|                       | powierzchnia                               | tępe, tępokrawędziste, krawędziaste, ostre, kończyste |
| indywidualna          | indywidualne cechy narzędzia, np. szczerby | ustalenie konkretnego narzędzia którym zadano uraz    |

Ślady badane w mechanoskopii ze względu na mechanizm ich powstawania:
1. ślady, które powstały w wyniku bezpośredniego kontaktu z narzędziem np. cięcia, zarysowania, wgniecenia itp.
2. odkształcenia podłoża typu: złamania, rozdarcia, pęknięcia itp.